# Bugs Bunny: Lost in Time
Bugs Bunny: Lost in Time è un videogioco action/platform sviluppato da Behaviour Interactive e pubblicato da Infogrames, disponibile per PlayStation e Microsoft Windows.
Vestendo i panni di Bugs Bunny, il giocatore incontra i più famosi personaggi e scenari del mondo Looney Tunes. La trama è basata sull'omonimo protagonista che, smarritosi nel tempo, chiede aiuto a Merlino Munroe per tornare al presente.
Il suo successo portò alla realizzazione di un sequel, Bugs Bunny e Taz in viaggio nel tempo, uscito per le stesse piattaforme l'anno successivo.

## Trama
Bugs Bunny è il solito coniglio furbo e curiosone in cerca di divertimento che, volendo andare in vacanza a Pismo Beach, scava una galleria sotterranea. Egli sbaglia però scorciatoia e giunge invece nel cosiddetto "Epocatore", luogo non molto lontano da Albuquerque, dove vede uno straordinario macchinario e, avendola scambiata per un distributore di succo di carota, la mette in moto. Scopre quindi che è in realtà una macchina del tempo e finisce in una piccola dimensione temporale dalla quale, a causa di un errore di rotta, viene condotto a "Da nessuna parte". In questo posto, al di fuori del tempo, Bugs incontra Merlino Munroe, il quale gli spiega che si è perso nel tempo e che per tornare "Da qualche parte" deve viaggiare da un'epoca all'altra raccogliendo sveglie, che gli permetteranno di aprire progressivamente il varco verso il presente e di tornare a Pismo Beach.

## Modalità di gioco
Lo scopo di Bugs Bunny: Lost in Time è controllare appunto Bugs Bunny e farlo viaggiare per le cinque epoche storiche, alla ricerca e collezione di sveglie e di carote d'oro. Ognuno dei livelli da questi visitati è ricco di ostacoli, pericoli, nemici, giochi di abilità ed enigmi da risolvere. Egli può interagire con alcuni oggetti dello scenario in svariati modi: può calciarli, spingerli, raccoglierli, posizionarli o lanciarli; altri come le torce o i martelli hanno un periodo di tempo limitato nel quale possono essere utilizzati, dopodiché scompaiono e riappaiono nel loro punto di origine. Inoltre, sulle superfici o le piattaforme fragili usa le sue orecchie come pale d'elicottero e le punta dei suoi piedi, rispettivamente per atterrare e camminare nel modo dolce possibile. In più, il personaggio può tuffarsi dentro a una tana e muoversi libero da sottoterra per oltrepassare un ostacolo, ed eseguire capriole per attaccare gli avversari o passare in stretti buchi.
L'energia vitale di Bugs è indicata da una barra di tre carote sulla parte centrale in alto dello schermo: quando viene ferito ne perde mezza oppure una intera, ma può essere ripristinata raccogliendone altre. Nel caso sparissero tutte lui muore, e ricomincia all'inizio del livello e/o dall'ultimo checkpoint toccato, quest'ultimo rappresentato dal cappello di Merlino. Ogni carota in eccesso viene conservata nel proprio inventario, e quando se ne hanno 99, si materializza e si prende una carota d'oro che compare una sola volta nella zona centrale di ogni epoca.
Alcuni livelli possono essere completati tramite delle funzioni speciali e magiche (quattro per la precisione), acquisibili solo nei tre principali livelli del Medioevo, dove Merlino Munroe le insegna un po' alla volta. Vi figurano il super salto, effettuabile pronunciando la frase "olly-olly hula hop" sulla targa con l'icona della molla, che permette di saltare nel modo prolungato e raggiungere luoghi elevati; la melodia su quella con l'icona della nota musicale, eseguibile sia suonando un pianoforte (facendolo esplodere) che fischiettando, che consente di arrivare ad aree inaccessibili; uno o anche più giganteschi ventilatori evocati e attivati da Bunny mentre dice "magicabula" sopra l'icona con l'omonimo oggetto, che può sfruttarli per rimanere sospeso in aria per un qualche secondo; l'apertura di porte chiuse mediante le parole "apriti sesamo" sopra la targa con l'icona della chiave.
Per concludere definitivamente l'avventura, Bugs Bunny non solo deve raccogliere tutti gli oggetti presenti (sveglie, carote d'oro, casse ACME), ma anche avere un'abilità che ancora non conosce, ciò da comportare la ripetizione di volta in volta di quei livelli che non era possibile completare in precedenza.

## Personaggi
- Bugs Bunny - Il protagonista del gioco. È un coniglio che supera in astuzia i suoi nemici nel tentativo di ritornare al presente.
- Mago Merlino - Uno stregone che fornisce a Bugs informazioni utili su come ritornare al presente. Il suo nome originale, Merlin Munroe, è un gioco di parole su Marilyn Monroe.
- Taddeo - Un uomo delle caverne che caccia conigli. È l'antagonista dell'Età della pietra.
- Daffy Duck - Il rivale di Bugs che è preda di Taddeo nell'Età della pietra e che appare con il suo costume da Robin Duck nel Medioevo.
- Strega Hazel - Una strega che vuole Bugs per il suo stufato di coniglio. Vive nella "foresta remota" e appare ne Il Medioevo.
- Yosemite Sam - Appare come capitano di una nave pirata e viene battuto da Bugs sull'isola del tesoro ne Il Tempo dei Pirati.
- Rocky e Mugsy - Due gangster che rapinano banche negli anni trenta.
- Marvin il Marziano - Un marziano che mette alla prova la sua ultima arma su Bugs Bunny. Appare ne La Dimensione X.

## Doppiaggio
| Personaggio         | Doppiatore inglese                   | Doppiatore italiano                               |
| ------------------- | ------------------------------------ | ------------------------------------------------- |
| Bugs Bunny          | Billy West                           | Massimo Giuliani                                  |
| Merlino Munroe      | Jess Harnell                         | Valerio Ruggeri                                   |
| Taddeo (Elmer Fudd) | Billy West                           | Marco Bresciani                                   |
| Yosemite Sam        | Mel Blanc (registrazioni d'archivio) | Vittorio Amandola                                 |
| Rocky e Mugsy       | Joe Alaskey                          | Rino Bolognesi (Rocky) Giorgio Locuratolo (Mugsy) |
| Strega Hazel        | June Foray                           | Graziella Polesinanti                             |
| Marvin il Marziano  | Joe Alaskey                          | Neri Marcorè                                      |
| Daffy Duck          | Joe Alaskey                          | Marco Mete                                        |

## Accoglienza
| Testata                            | Versione    | Giudizio |
| ---------------------------------- | ----------- | -------- |
| GameRankings (media al 09-12-2019) | PlayStation | 68.33%   |
| GameRankings (media al 09-12-2019) | PC          | 53.75%   |
| AllGame                            | PlayStation | 3.5/5    |
| AllGame                            | PC          | 1.5/5    |
| Electronic Gaming Monthly          | Tutte       | 4.5/10   |
| Game Informer                      | PlayStation | 5.25/10  |
| GameSpot                           | PlayStation | 7.8/10   |
| GameSpot                           | PC          | 6.1/10   |
| IGN                                | PlayStation | 7.8/10   |
| Official PlayStation Magazine (US) | PlayStation | 3.5/5    |
| PC Zone                            | PC          | 24%      |

Bugs Bunny: Lost in Time ha ricevuto un'accoglienza assai contrastante, in quanto il sito web GameRankings lo ha votato con un 68.33% per la versione PlayStation, e un 53.75% per quella PC.